# Volo Austral Líneas Aéreas 46
Il volo Austral Líneas Aéreas 46 era un volo di linea regionale argentino partito da Buenos Aires con destinazione Posadas, passando per Resistencia, che superò la pista dell'aeroporto Libertador General José de San Martín di Posadas il 12 giugno 1988 in condizioni di scarsa visibilità. Tutti i 22 passeggeri e l'equipaggio a bordo morirono nello schianto.

## L'aereo
Il velivolo coinvolto era un McDonnell Douglas MD-81, codice di registrazione N1003G, numero di serie 48050, numero di linea 989. Volò per la prima volta nell'aprile del 1981 e nell'agosto dello stesso anno venne consegnato ad Austral Líneas Aéreas. Era equipaggiato con 2 motori turboventola Pratt & Whitney JT8D-217A. Al momento dell'incidente, l'aereo aveva circa sette anni.

## L'incidente
Il volo 46, operato con un McDonnell Douglas MD-81, partì dall'aeroporto di Buenos Aires Jorge Newbery in direzione di Resistencia alle 7:04 ora locale, per poi ripartire da Resistencia in direzione di Posadas alle 8:40 dopo uno scalo di 20 minuti. Alle 9:09, l'equipaggio del volo 46 stabilì un contatto radio con il controllo del traffico aereo di Posadas e sette minuti dopo il volo venne autorizzato per un avvicinamento alla pista 01. Poco dopo, l'aereo colpì la cima di un albero di eucalipto e si schiantò a tre chilometri dalla pista. Tutti i 22 a bordo morirono.

## L'indagine
L'indagine sul disastro concluse che il fattore principale dell'incidente era che l'equipaggio tentò di atterrare al di sotto delle condizioni meteorologiche minime indicate per l'avvicinamento strumentale.